# العلاقات الصربية الكرواتية
تتمثل العلاقات الصربية الكرواتية بالعلاقات الخارجية بين البلدين. أقام البلدان العلاقات الدبلوماسية في 9 سبتمبر عام 1996 بعد انتهاء حرب الاستقلال الكرواتية.
كان البلدان جزءًا من يوغوسلافيا منذ عام 1918 حتى عام 1991. يتشارك البلدان الآن بمسافة 241 كيلومتر من الحدود المشتركة. كان هناك 186,633 صربيًا يعيشون في كرواتيا حسب الإحصاء الكرواتي لعام 2011؛ وكان هناك 57900 كرواتي يعيشون في صربيا حسب التعداد الصربي لنفس العام. تشمل أصغر النزاعات الدائمة النزاعات الحدودية حول جزيرة شارينغراد وجزيرة فوكوفار.
تُعد اللغتان الصربية والكرواتية نمطين قياسيين واضحين بشكل متبادل من اللغة الصربية الكرواتية، وهما لغتان رسميتان في صربيا وكرواتيا على التوالي.
تملك كرواتيا سفارة في بلغراد وقنصلية عامة في سوبتيتسا، وتملك صربيا سفارة في زغرب وقنصليتان عامتان واحدة في رييكا والأخرى في فوكوفار.

## علاقات ما بعد الحرب
أقام البلدان العلاقات الدبلوماسية بعد انتهاء حرب الاستقلال الكرواتية في 9 سبتمبر عام 1996. رفعت كرواتيا دعوى إبادة جماعية ضد صربيا في محكمة العدل الدولية في عام 1999؛ ورفعت بلغراد دعوى مضادة في عام 2010 بعد أن رفضت زغرب طلبات سحبها. رُفِضت الدعوتان في 3 فبراير عام 2015، ولم تجد المحكمة الجنائية الدولية ليوغوسلافيا السابقة أي دليل يدعمهما. قضت المحكمة بأن كلا الجانبين ارتكبا الجرائم بلا شك، ولكنها لم تكن بقصد الإبادة الجماعية، فلذلك لم تعتبرها المحكمة إبادة جماعية وفقًا لتعريفها للإبادة.

### النزاع الحدودي
لم تُعتَمد الحدود الشرقية لبارانيا مع صربيا المرسومة وفقًا لرسم مساحي بسبب تعرج نهر الدانوب؛ فتحكمت كل دولة في المنطقة الواقعة على جانبها على طرفي النهر الرئيسي.
توجد جزيرتان نهريتان بالقرب من فوكوفار وشارينغراد إلى الجنوب، وهما جزيرة فوكوفار وجزيرة شارينغراد، واللتان كانتا جزءًا من جمهورية كرواتيا الاشتراكية (عبر يوغوسلافيا)، ولكنهما أصبحتا تحت السيطرة الصربية خلال الحرب.
تطالب كرواتيا بإعادة الجزر بسبب قرار لجنة التحكيم المنبثقة عن مؤتمر السلام حول يوغوسلافيا منذ عام 1991؛ والذي ينص على تحول جميع الحدود الداخلية بين الجمهوريات اليوغوسلافية إلى حدود دولية. تجسد موقف صربيا بأن الحدود الطبيعية بين البلدين هي خط القعر لنهر الدانوب، مما يجعل من الجزر أراضي صربية. انتهى الاحتلال العسكري للجزر مؤخرًا بعد حادثة أطلق فيها الجيش الصربي النار واعتقل رئيس بلدية فوكوفار، فلاديمير شتنغيل، مع تسعة عشر آخرين من المدنيين الكرواتيين، وثمانية أطفال كانوا في طريقهم لزيارة زفيزدان كيسيتش عمدة بلدة باتشكا الصربية. تُعد هذه الجزر الآن تحت سيطرة الشرطة الصربية.

### القنصلية العامة الصربية في فوكوفار
أنشأت صربيا بعثة دبلوماسية في فوكوفار الكرواتية في 5 فبراير عام 1998؛ وذلك بعد عشرين يومًا من انتهاء عملية إعادة دمج سلافونيا الشرقية وبارانيا وسيرميا الغربية إلى أرض واحدة (كرواتيا)، وكانت تلك نهاية حرب الاستقلال الكرواتية. تُعد القنصلية مسؤولة عن خمس مقاطعات سلافونية: فوكوفار-سيرميا، وأوسيجيك-بارانيا، وبرود-بوسافينا، وبوزيغا-سلافونيا وفيروفيتيكيا-بودرافينا.
فتحت القنصلية فرعًا لها في البداية في بيلي مناستير بسبب الاهتمام الكبير من المواطنين المحليين. لعبت القنصلية في نهاية الحرب دورًا إيجابيًا للغاية في حياة الأقلية الصربية المحلية في المدينة والمنطقة.
يُعد ممثلو القنصلية محاورين مخلصين لوسائل الإعلام المحلية والوطنية عندما يتعلق الأمر بقضايا حماية وتعزيز الهوية الصربية في منطقة الدانوب. تنظم القنصلية وتشارك في مختلف المشاريع الثقافية والتعليمية والأنشطة الإنسانية، مثل الاحتفال بتوقيع اتفاقية إردوت (الاتفاق الأساسي بشأن منطقة سلافونيا الشرقية وبارانيا وسيرميوم الغربية)، وعرض أفلام وثائقية، والتبرع بالمعدات، وتنظيم حفلات موسيقية بمناسبة الذكرى 150 لميلاد نيكولا تسلا، وشاركت القنصلية أيضًا مع سفارة الولايات المتحدة في زغرب بتمويل مشترك لاحتفالية أيام نيكولا تيسلا في أوسييك.
حققت القنصلية مع مرور الوقت تعاونًا وثيقًا مع مؤسسات ومنظمات الأقليات مثل المجلس المشترك للبلديات، وأبرشية أوسجيكو بوليي وبارانيا، وراديو بوروفو الصربي.

## التطورات الأخيرة
صدقت كرواتيا في عام 2005 على اتفاقية ثنائية مع صربيا ومونتينيغرو (الجبل الأسود) بشأن حماية الأقلية الصربية والمونتينيغروية في كرواتيا، والأقلية القومية الكرواتية في صربيا ومونتينيغرو. ما يزال الصربيون يواجهون التمييز في التوظيف بالقطاع العام، وإعادة حقوق الإيجار إلى المساكن الجماعية التي أُخليَت خلال الحرب.
اشترت جمهورية صربيا في عام 2020 المنزل الذي وُلِد فيه يوسب يلاتشيتش، الذي بُني في القرن الثامن عشر، والذي يقع في بيتروفارادين، من مالكي القطاع الخاص. أعادت صربيا بناؤه لاحقًا ومنحه كهدية للمجتمع الكرواتي.

## منظمات دولية
يُعد البلدان عضوين كاملي العضوية في عملية التعاون في جنوب شرق أوروبا، وميثاق الاستقرار لجنوب شرق أوروبا، ومبادرة وسط أوروبا، والمبادرة التعاونية لجنوب شرق أوروبا. تؤيد كرواتيا انضمام صربيا إلى الاتحاد الأوروبي.

## الثقافة الشعبية

### التنافس في كرة السلة
بدأ التنافس الكبير في كرة السلة في بطولة أمم أوروبا لكرة السلة في عام 1995. كانت كرواتيا حينها دولة مستقلة حديثًا، وكانت صربيا وحدة فيدرالية تابعة ليوغوسلافيا الاتحادية. حقق كلا البلدين أداءً جيدًا في البطولة، فاحتلت يوغوسلافيا المرتبة الأولى. تسبب الفريق الكرواتي صاحب المركز الثالث في فضيحة دولية عندما خرج من منصة الميداليات، وخرج من الساحة قبل استلام الصربيين والمونتينيغرويين للميداليات الذهبية. كان من الغريب عدم حدوث مباراة مباشرة واحدة بين البلدين على مدار البطولة.
واجهت كرواتيا ويوغوسلافيا بعضهما البعض في مباراة في بطولة أمم أوروبا لكرة السلة عام 1997. كان الفريق الكرواتي يتقدم بنقطتين، قبل أربع ثوانٍ من نهاية المباراة، وذلك عندما تمكن الصربي ألكسندر دوردفيتش من أخذ الكرة وصنعه ثلاثية وفوزه بالمباراة لصالح يوغوسلافيا. واصلت يوغوسلافيا الفوز بالبطولة، واحتلت كرواتيا المرتبة 11 بشكل عام.
تعرض الكرواتيون في بطولة أمم أوروبا لكرة السلة لعام 2001 لهزيمة ساحقة بنتيجة 80-66 لصالح صربيا. كانت آخر مباراة لهم في إحدى المسابقات الكبرى في أولمبياد عام 2016 حيث فازت صربيا أيضًا بنتيجة 86-83.
استمر هذا التنافس أيضًا في الأندية. سيطرت الأندية الصربية على الدوري الأدرياتيكي الإقليمي حيث فازوا تسع مرات (وفاز نادي بارتيزان ثماني مرات)، وفازت الأندية الكرواتية بلقب واحد فقط.

### التنافس في كرة القدم
اشتهرت المنافسات بين الكرواتيين والصربيين في كرة القدم بشكل خاص في العالم في أوائل تسعينيات القرن العشرين؛ وذلك بدءًا من الشغب التاريخي بين نادي دينامو زغرب والنجم الأحمر بلغراد، والذي أثبت تفكك يوغوسلافيا لبعض الأشخاص. لعب فريق كرواتيا الوطني لكرة القدم وفريق يوغوسلافيا في مناسبات قليلة فقط؛ فكانت الأولى في عام 1999 في تصفيات بطولة أمم أوروبا لعام 2000 في المجموعة الثامنة المؤهلة. وُصِف التنافس بين الفريقين بأنه واحد من أعنف المنافسات في العالم. لعبت صربيا كدولة مستقلة ضد المنتخب الكرواتي في 22 مارس عام 2013 في المجموعة إيه المؤهلة لكأس العالم لعام 2014 لأول مرة في التاريخ بعد أربعة عشر عامًا. تابع العالم المباراة التي فازت بها كرواتيا 2-0 عن كثب. وافق اتحادا كرة القدم في صربيا وكرواتيا على منع الضيوف الأجانب من حضور المباراتين لدواعي أمنية. تعادلت كرواتيا وصربيا بنتيجة 1-1 في بلغراد في وقت لاحق، مما يعني القضاء على صربيا. تعرض اللاعب ميراليم سوليماني، الذي كان أمام فرصة لتسجيل هدف، للخسارة خلال المباراة بعد تدخل تكتيكي من اللاعب جوسيب سيمونيتش، والذي حصل على بطاقة حمراء بسببها.
تعرض بعض الصربيين، بمن فيهم نجم التنس نوفاك دجوكوفيتش، الذي دعم منتخب كرواتيا في كأس العالم لعام 2018، لانتقادات علنية من قبل بعض السياسيين ووسائل الإعلام.

## الموقف الكرواتي من كوسوفو
اعترفت كرواتيا بكوسوفو كجمهورية مستقلة وذات سيادة في 19 مارس عام 2008. افتتحت كرواتيا سفارتها في بريشتينا (عاصمة كوسوفو) في 7 نوفمبر عام 2008، وفتحت كوسوفو سفارتها في زغرب في 9 فبراير عام 2010.

## مقارنة بين البلدين
هذه مقارنة عامة ومرجعية للدولتين:
| وجه المقارنة                                              | صربيا                                                      | كرواتيا                                                  |
| --------------------------------------------------------- | ---------------------------------------------------------- | -------------------------------------------------------- |
| المساحة (كم2)                                             | 88.36 ألف                                                  | 56.59 ألف                                                |
| عدد السكان (نسمة)                                         | 7.02 مليون                                                 | 4.11 مليون                                               |
| الكثافة السكانية (ن./كم²)                                 | 79.45                                                      | 72.63                                                    |
| العاصمة                                                   | بلغراد                                                     | زغرب                                                     |
| اللغة الرسمية                                             | اللغة الصربية                                              | اللغة الكرواتية                                          |
| العملة                                                    | دينار صربي                                                 | كونا كرواتية                                             |
| الناتج المحلي الإجمالي (بليون دولار)                      | 41.43 مليار                                                | 54.85 مليار                                              |
| الناتج المحلي الإجمالي (تعادل القوة الشرائية) بليون دولار | 100.13 مليار                                               | 94.64 مليار                                              |
| الناتج المحلي الإجمالي الاسمي للفرد دولار أمريكي          | 5.24 ألف                                                   | 11.54 ألف                                                |
| الناتج المحلي الإجمالي للفرد دولار أمريكي                 | 13.59 ألف                                                  | 21.64 ألف                                                |
| مؤشر التنمية البشرية                                      | 0.771                                                      | 0.818                                                    |
| رمز المكالمات الدولي                                      | +381                                                       | +385                                                     |
| رمز الإنترنت                                              | .rs، .срб ‏                                                 | .hr                                                      |
| المنطقة الزمنية                                           | توقيت وسط أوروبا، ت ع م+01:00، ت ع م+02:00، أوروبا/بلغراد ‏ | توقيت وسط أوروبا، ت ع م+01:00، ت ع م+02:00، أوروبا/زغرب ‏ |

## مدن متوأمة
في ما يلي قائمة باتفاقيات التوأمة بين مدن صربية وكرواتية:
- ترتبط باتش مع فوكوفار باتفاقية توأمة.
- ترتبط زمون [الإنجليزية]‏ مع أوسييك باتفاقية توأمة منذ 1956.
- ترتبط سوبتيتسا مع أوسييك باتفاقية توأمة.
- ترتبط باتشكا توبولا مع Orahovica [الإنجليزية]‏ باتفاقية توأمة.
- ترتبط كراغوييفاتس مع كارلوفاتش باتفاقية توأمة منذ 1968.

## منظمات دولية مشتركة
يشترك البلدان في عضوية مجموعة من المنظمات الدولية، منها:
| علم المنظمة | اسم المنظمة                               | تاريخ انضمام صربيا | تاريخ انضمام كرواتيا |
| ----------- | ----------------------------------------- | ------------------ | -------------------- |
|             | وكالة ضمان الاستثمار متعدد الأطراف        | 19 مارس 1993       | 19 مارس 1993         |
|             | الأمم المتحدة                             | 1 نوفمبر 2000      | 22 مايو 1992         |
|             | الفريق المعني برصد الأرض                  | ?                  | ?                    |
|             | منظمة حظر الأسلحة الكيميائية              | ?                  | ?                    |
|             | منظمة الشرطة الجنائية الدولية             | ?                  | ?                    |
|             | منظمة الأمن والتعاون في أوروبا            | 3 يونيو 2006       | 24 مارس 1992         |
|             | مؤسسة التنمية الدولية                     | 25 فبراير 1993     | 25 فبراير 1993       |
|             | يونسكو                                    | 20 ديسمبر 2000     | 1 يونيو 1992         |
|             | مجلس أوروبا                               | 3 أبريل 2003       | ?                    |
|             | الاتحاد البريدي العالمي                   | ?                  | ?                    |
|             | البنك الدولي للإنشاء والتعمير             | 25 فبراير 1993     | 25 فبراير 1993       |
|             | المنظمة الهيدروغرافية الدولية             | ?                  | ?                    |
|             | الاتحاد الدولي للاتصالات                  | 1 يونيو 2001       | 3 يونيو 1992         |
|             | مؤسسة التمويل الدولية                     | 25 فبراير 1993     | 25 فبراير 1993       |
|             | المنظمة الأوروبية لسلامة الملاحة الجوية   | 2005               | 1997                 |
|             | المركز الدولي لتسوية المنازعات الاستشارية | 8 يونيو 2007       | 22 أكتوبر 1998       |
|             | مجموعة الموردين النوويين                  | ?                  | ?                    |

## أعلام
هذه قائمة لبعض الشخصيات التي تربطها علاقات بالبلدين:
- آنا برنابيتش (سياسية صربية، 28 سبتمبر 1975 – )
- زلاتكو كرمبوتيتش (لاعب كرة قدم صربي، 7 أغسطس 1958[58] – )
- سلافوليوب موسلين (لاعب كرة قدم صربي، 15 يونيو 1953[59] – )
- سينيشا ميهايلوفيتش (لاعب كرة قدم صربي، 20 فبراير 1969[60] – )
- ماركو ديوكوفيتش (لاعب كرة مضرب صربي، 20 أغسطس 1991 – )
- ماريان بينش (ملاكم محترف يوغوسلافي، 11 يونيو 1951 – 4 سبتمبر 2018)
- نوفاك دجوكوفيتش (لاعب كرة مضرب صربي، 22 مايو 1987 – )
- يلينا دوكيتش (لاعبة كرة مضرب أسترالية، 12 أبريل 1983 – )

## وصلات خارجية
- موقع وزارة الخارجية الصربية
- موقع وزارة الخارجية الكرواتية